# Яроцинський повіт
Яроцинський повіт (пол. powiat jarociński) — один з 31 земських повітів Великопольського воєводства Польщі.
Утворений 1 січня 1999 року в результаті адміністративної реформи.

## Загальні дані
Повіт знаходиться у південно-центральній частині воєводства.
Адміністративний центр — місто Яроцин.
Станом на 1.01.2008 населення становить 70 489 осіб, площа 587,26 км².

## Демографія
Демографічні дані повіту станом на 30.06.2005:
|       | Всього | Всього | Жінки  | Жінки | Чоловіки | Чоловіки |
| ----- | ------ | ------ | ------ | ----- | -------- | -------- |
|       | осіб   | %      | осіб   | %     | осіб     | %        |
| Повіт | 70 314 | 100    | 36 090 | 51,3  | 34 224   | 48,7     |
| Міста | 27 874 | 100    | 14 524 | 52,1  | 13 350   | 47,9     |
| Села  | 42 440 | 100    | 21 566 | 50,8  | 20 874   | 49,2     |